# باباشمل (نشریه)
باباشمل، نشریهٔ مشهور انتقادی و طنزآمیز دههٔ ۱۳۲۰ خورشیدی در ایران که توسط رضا گنجه‌ای، هر هفته روزهای پنجشنبه در هشت صفحه به زبان فارسی در تهران منتشر می‌شد.
باباشَمَل، به معنای لوطی است و ظاهراً نام یکی از پهلوانان بوده که بعدها گسترشِ معنایی پیدا کرده‌است. رضا گنجه‌ای مدیر و مؤسس این نشریه در آلمان در رشته مهندسی تحصیل کرده بود، و خود نیز از نام مستعار باباشمل استفاده می‌کرد و تا پایان عمر به این نام مشهور بود. پس از خروج رضا شاه از ایران در شهریور ۱۳۲۰ ه‍.ش و تغییر اوضاع سیاسی روز گنجه‌ای به تشویق حاج اسماعیل امیرخیزی، به فکر انتشار نشریه‌ای فکاهی افتاد. از این رو در ۱۸ اسفند همین سال از سوی شورای عالی فرهنگ و علی‌اکبر سیاسی -وزیر فرهنگ- با صدور امتیاز نشر هفته نامه‌ای به نام او موافقت شد.
اولین شماره باباشمل در روز پنجشنبه ۲۵ فروردین ۱۳۲۲/ آوریل ۱۹۴۳ انتشار یافت و برخلاف انتظار گنجه‌ای نسخه‌های آن به سرعت نایاب شد، به گونه‌ای که او مجبور به تجدید چاپ آن شد. نخستین شماره‌های باباشمل از لحاظ سبک و محتوا با بسیاری از جراید آن زمان تفاوت چندانی نداشت؛ ولی پس از یکی دو ماه به عنوان نشریه‌ای انتقادی و اجتماعی به سبک خاصِ خود دست یافت. روی جلد هر شماره طرحی از بهرام داوری چاپ می‌شد و مطالبی که در گذشته صورت نامنظم و پراکنده داشت، عنوان ثابت و جای مشخص یافت. «درد دل باباشمل»، نخستین مطلب نشریه، و تقریباً نوعی سرمقاله بود. «صفحه مجلس» دربارهٔ مجلس شورا و نمایندگان، «روزنامه‌ها» بررسی جراید کشور، و «می‌گویند» بخش شایعات سیاسی و اجتماعی جاری بود. تغییر و تحولات روزانه احزاب و گروه‌بندیهای سیاسی کشور، که از نظر باباشمل چیزی جز مجموعه‌ای از شرکتهای تجاری و بنگاه‌های کارگشایی نبود، از جمله مطالبی بود که در ستونی با عنوان «بورس» به‌طور مرتب چاپ می‌شد.
دوره اول باباشمل، پس از انتشار ۱۲۳ شماره، در ۱۲ مهر ۱۳۲۴ پایان یافت. شماره اول از دوره دوم، در ۲۹ مهر ۱۳۲۶ با اشاره به سفر مدیر روزنامه و بازگشت او منتشر شد. در این دوره جز تغییرات مختصری در نام برخی از ستونهای ثابت، دگرگونی چندانی در سبک و سیاق کلّی آن دیده نمی‌شود. عمر این دوره نیز کوتاه بود و پس از چندماه برای همیشه تعطیل شد. باباشمل (نام مستعار مدیر نشریه) در شماره مسلسل ۱۵۰، ۲۰ اسفند ۱۳۲۶، که آخرین شماره بود، تنها اندوخته چند سال فعالیت مطبوعاتی خود را «کینه دشمنان و رنجش دوستان» ذکر کرده می‌افزاید: «با همین شماره سال پنجم و دوره دوم نامه باباشمل سپری شد و مرا نیز صبر و توانایی سر آمد».
بخش اعظم مطالب باباشمل را خود رضا گنجه‌ای می‌نوشت و در تعیین دیگر مطالب اعم از موضوع اشعار و کاریکاتورها و غیره نیز نقش مؤثری داشت. بخشی از مطالب منثور نیز با امضای «مهندس اقتصاد» بود. رهی معیری با نام مستعار زاغچه، مهندس سعید فزونی با نام مستعار مهندس‌الشعرا، ابراهیم صهبا با نامهای مستعار شیخ سرنا و ابرام سرپا، و احمد گلچین معانی اشعار فکاهی باباشمل را می‌سرودند.
باباشمل به عنوان نشریه‌ای انتقادی از شهرت و تأثیر شایانی برخوردار بود. لحن آن همیشه آمیخته به هجو و طنز نبود و اگر مصالح جدی کشور به میان می‌آمد، مثل تأثیرات جنگ جهانی دوم در کشور و اشغال آذربایجان (۱۳۲۴–۱۳۲۵)، گاه لحن جدی و صریح می‌یافت (باباشمل، ش ۲۱، تیر ۱۳۲۴ و ۱۵ شهریور ۱۳۲۴). در سرلوحه آن این جمله «... نامه‌ای است مستقل و منتسب به هیچ حزب و اتحادیه و جمعیتی نیست» درج می‌شد و به ظاهر چنین نیز بود و در انتقاد از کاستیها و مفاسد حکومت از هیچ گروه و مسلکی پروا نداشت. شاید به اعتبار همین روشِ نشریه بود که مدیر آن در جریان انتخابات دوره چهاردهم مجلس با انتشار اوراق تبلیغاتی از مردم تهران خواست که «باباشمل (رضا گنجه‌ای) را انتخاب کنند». او به نمایندگی مجلس انتخاب نشد، ولی بسیار رأی کسب کرد که از محبوبیت وی و نشریه‌اش در میان مردم حکایت می‌کند. بسیاری از وقایع سیاسی و اجتماعی آن دوره در روزنامه باباشمل منعکس شده‌است و ازین رو ارزش تاریخی دارد.